# Falschluft
Als Falschluft (auch Nebenluft genannt) bezeichnet man in der Technik und v. a. der Verfahrenstechnik Luft, die zu einem kontrollierten Strom an Luft zusätzlich und unkontrolliert hinzutritt, sodass mehr Luft als vorgegeben oder zuvor gemessen o. ä. besteht, oder dass Luft, die kontrolliert war, aus einem Prozess unkontrolliert entweicht, mit dem unerwünschten Effekt, dass sich damit eine Gemischzusammensetzung und u. U. andere Verfahrens-Parameter verändern.
Falschluft ist zum Beispiel bei Kraftfahrzeugmotoren ein Problem, wenn Abdichtungen zwischen Vergasern oder Drosselklappen (z. B. Papierdichtungen, O-Ringe oder Gummiteile) und dem Motor versagen, und wenn in der Folge dem Motor beim Ansaugen ein Gas-Luft-Gemisch zugeführt wird, das anteilig zu viel Luft oder zu wenig Kraftstoff zu einer stöchiometrischen Verbrennung ausweist (falsche Luftverhältniszahl Lambda).
Dieses Falschluft-Verhalten kann zu Fehlfunktionen, schlechter Verbrennung, zu hohem Verbrauch und auch bis zur völligen Funktionsunfähigkeit führen.
Typischer Schadensfall von hoch belasteten Zweitaktmotoren war früher oftmals, dass Kolben durchbrennen, wenn ein Falschluft-Zutritt über längere Zeit unbemerkt blieb und zu weitaus zu hohen Verbrennungstemperaturen geführt hatte.
Falschluft kann auch als unkontrollierter Austritt von Luft ein Problem werden, z. B. im Betrieb von Mühlen bei Zementwerken, wenn Prozessluft aus fehlerhaften, defekten oder schlecht gewarteten Abdichtungssystemen in hohen Mengen unkontrolliert austritt und hierbei Staub mitführt. Dies kann neben erhöhtem Energieaufwand und Leistungsminderungen auch Umweltschäden erzeugen, die bis zum Untersagen eines Weiterbetriebs führen können.